# Dariusz Grabowski
Dariusz Maciej Grabowski (n. 28 august 1950, Varșovia, Polonia) este un om politic polonez, membru al Parlamentului European în perioada 2004-2009 din partea Poloniei.
1. ↑  Deputații în Parlamentul European
2. ↑  pace.coe.int